# Alexander von Falkenhausen

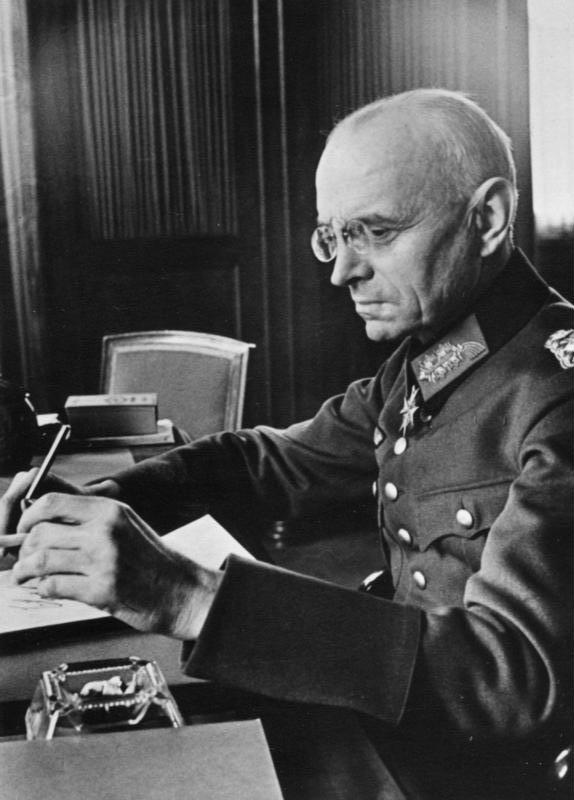
Katonai kormányzóként

Alexander von Falkenhausen (Gut Blumenthal, ma Kwiatków, Opolei vajdaság,  1878. október 29. – Nassau, 1966. július 31.) német tábornok, 1912-ben tokiói katonai attasé, az első világháborúban Palesztinában szolgált, 1934 és 1938 között Csang Kaj-sek katonai tanácsadója, 1940 és 1944 között Belgium és Észak-Franciaország kormányzója volt. Elnéző magatartása miatt 1944 júliusában leváltották, nem sokkal később részt vett a Hitler elleni merényletben, amiért a dachaui koncentrációs táborba küldték. 1945 és 1948 között brit, majd amerikai fogságban tartották és végül 1948-ban kiadták Belgiumnak. 1951. március 7-én egy belga bíróság 12 évi kényszermunkára ítélte, ám három hét múlva szabadult. Ezután Németországba költözött és ott is halt meg 1966. július 31-én.

## Élete

### Katonai karrierje
1878. október 29-én született a sziléziai Blumenthalban. Felmenői bajor katonatisztek voltak, nagybátyja pedig az a Ludwig von Falkenhausen, aki az első világháborúban volt Belgium kormányzója. 1897. március 13-án csatlakozott a német hadsereghez hadnagy rendfokozatban. 1900-ban a 3. kelet-ázsiai gyalogosezred kötelékében részt vett a kínai bokszerlázadás leverésében. 1912-ben Tokióban lett katonai attasé. Az első világháború idején az Oszmán Birodalom területére, Palesztinába küldték, ahol a 7. hadsereg vezérkari főnöke lett, és tevékenységével kiérdemelte a Pour le Mérite kitüntetést. A világháborús vereséget követő versailles-i békeszerződés katonai megkötései ellenére a hadsereg tagja maradhatott. Részt vett a német–lengyel határvitákban, majd 1927-ben a Drezdai Gyalogsági Iskola igazgatója lett. 1930-ban nyugállományba vonult.

### Katonai tanácsadó Kínában
Visszavonulása után Falkenhausen Kínába utazott, ahol Csang Kaj-sek generalisszimusz katonai tanácsadójaként szolgált. 1934 áprilisában ő váltotta fel Hans von Seecktet a kínai német katonai misszió élén, és sokat tett a Nemzeti Forradalmi Hadsereg modernizálása és a kínai fegyvergyártás kiépítése érdekében. Munkájának köszönhetően a második kínai–japán háború kitörése után a kínai csapatok felkészültebben nézhettek szembe a japánokkal. A háború kitörése után gyakran jelent meg a Kuomintang uniformisában az általa kiképzett kínai katonák előtt, majd személyesen irányította a sanghaji csata egyik ütközetét. Az antikomintern paktum megkötése után a Harmadik Birodalom és Japán egyre szorosabbra fonta kapcsolatait, és 1938 júliusában Németország elismerte Mandzsukuót, Japán bábállamát, és visszarendelte katonai misszióját Kínából, így Falkenhausen és 20 társa kénytelen volt hazatérni. Falkenhausen azzal búcsúzott, hogy kijelentette, biztosnak érzi Kína győzelmét a háborúban.

### Belgium katonai kormányzója
Visszatérése után ismét aktív állományba került, majd Drezda környékén lett katonai parancsnok. Belgium és Hollandia kapitulációja után mindkét terület katonai kormányzójává őt nevezték ki 1940. május 22-én. Hollandia élén mindössze 9 napig állt, ezután civil közigazgatást vezettek be Arthur Seyß-Inquart vezetésével, ám Belgium és Észak-Franciaország kormányzását 1944 júliusának közepéig ellátta. Mivel igen mérsékelt ember volt, és távol állt tőle a fanatizmus, így a legkevésbé elnyomó kormányzatot vezette a németek által megszállt területek közül. Habár 25 000 zsidó deportálását nem tudta megakadályozni, sikerrel védte meg a maradék mintegy 60 000 zsidót a hasonló sorstól. Ideje alatt több megtorló akcióra is sor került, amelyekben belga civileket végeztek ki, ám több ilyen akció ellen is fellépett.
Egy alkalommal, 1940 májusában egy Belgiumban élő kínai, Csien Hsziu-ling kereste meg, aki Falkenhausen egy kínai ismerősének rokona volt. Arra kérte, hogy engedjen szabadon egy belga férfit, akire halálbüntetés várna, amiért felrobbantott egy vasúti sínpárt. Falkenhausen rövid hezitálás után a fiatal szabadon bocsátása mellett döntött. A következő eset 1944. június 7-én történt, amikor három Gestapo ügynököt öltek meg a belgák, és ezért másnap 97 foglyot ejtettek a lakosok közül, hogy kivégezzék őket. Csien ismét a brüsszeli központba sietett, és kérte Falkenhausen segítségét, aki a túszok elengedéséről rendelkezett. Ezt követően Berlinbe hívták, és viselkedése miatt 1944. július 15-én leváltották. A július 20-i sikertelen Hitler-ellenes merénylet után 9 nappal letartóztatták, és a dachaui koncentrációs táborba küldték. A tábor május 4-ei amerikai felszabadításáig itt maradt.

### A világháború után
1945 és 1948 között előbb a britek, majd az amerikaiak foglya volt, különféle hadifogolytáborokban. 1948-ban aztán kiadták Belgiumnak, ahol sor került perére. A túszok kivégzése és a zsidók deportálása miatt 1951. március 7-én a belga bíróság 12 évi börtönbüntetésre ítélte, ám Csien kiállt korábbi segítője mellett, így három hét múlva szabadon engedték. Ezután visszatért Nyugat-Németországba, ahol Bonnban telepedett le. 1950-ben megözvegyült, 1960-ban újra megnősült. Második felesége Cécile Vent korábban belga ellenálló volt. 87 éves korában, 1966. július 31-én halt meg.